# 존 카사베티스
존 카사베티스(영어: John Cassavetes 존 캐서베티스[*], 영어 발음: /ˌkæsəˈvɛtiːz/, 1929년 12월 9일 ~ 1989년 2월 3일)는 미국의 배우, 영화 감독이다.

## 출연 작품

### 감독
- 그림자들 (1959)
- 투 레이트 블루스 (1961)
- 기다리는 아이 (1963)
- 얼굴들 (1968)
- 남편들 (1970)
- 별난 인연 (1971)
- 영향 아래 있는 여자 (1974)
- 차이니즈 부키의 죽음 (1976)
- 오프닝 나이트 (1977)
- 글로리아 (1980)
- 사랑의 행로 (1984)
- 빅 트러블 (1986)